# 第一国际
国际工人协会（英語：International Workingmen's Association，缩写为IWA），史称第一国际（First International），是1864年在英國建立的国际组织，旨在联合各类左翼社会主义者、共产主义者、无政府主义者团体及为工人阶级进行阶级斗争的工会。卡尔·马克思是创始人之一、協會書記（即會務秘書，协助主席和總書記處理會務），工薪每月5英鎊。由于组织名太长，人们取它的第一个单词“International”（国际）称呼它，第二国际成立后，始称“第一国际”。
1850年代末—1860年代初，在欧洲工人运动、民主运动高涨的形势下，英国工人反压迫、剥削的斗争得以初步实践，使欧洲各国无产阶级认识到，他们有着共同的利益和敌人，无产阶级必须在国际范围内联合起来，用无产阶级的国际团结去对抗资产阶级的国际联合。这种意识促进了倫敦国际工人协会的产生。

## 历史
1863年，波兰发生一月起义；7月22日，工人联合会伦敦理事会召开群众大会，抗议沙俄镇压波兰起义，声援波兰人民斗争。法国工人代表团参加大会，与英国工會聯盟领袖就联合行动问题交换意见。11月10日英国工人大会通过《英国工人致法国工人》的呼吁书，号召两国工人团结共同战斗。
1864年9月28日，英国工会联盟在伦敦圣马丁堂召开群众大会，来访的法国工人代表团。出席的还有德国、意大利、波兰、爱尔兰的工人等人士。大会建立一个国际工人协会，选出一个21个成员的临时委员会（1866年夏改名总委员会）。10月5日举行第一次会议，选出委员共50人；并选出一个9人组成的起草章程的专门委员会。卡尔·马克思作为大会僅有的两个德国人，被邀作为德国工人代表在9月30日开始参加会议，进入专门委员会。由于马克思的学历为当年工人代表中最高，因此他应邀参与起草了《国际工人协会成立宣言》《协会临时章程》，1871年9月经伦敦大会会议修改后称《国际工人协会共同规章》。纲领阐明无产阶级运动的目的：推翻资本主义，建立工人阶级政权；宣布工人运动的基本原则：“工人阶级的解放应该由工人阶级自己去争取”。
马克思的职务是总委员会委员、德国通讯书记，1871年当选荷兰临时通讯书记，10月当选俄国通讯书记。由于当时大会主席及其他領导不是被驱逐、辞退就是被捕，因此实际上他领导全部工作，是国际的实质性领袖。弗里德里希·恩格斯在1870年10月4日被选为总委员会委员，1871年1月—8月，担任西班牙、比利时、意大利通讯书记，筹备、参加、领导了1871年伦敦会议、1872年匈牙利会议。
总委员会在马克思的领导下，支持各国工人的罢工斗争，声援压迫民族的解放运动，保卫巴黎公社等。总委员会在内部对各种非无产阶级、社会主义流派进行斗争。分两个时期：
- 反对蒲鲁东主义：蒲鲁东派反对工人阶级参加政治斗争，公开维护私有制度，以工人阶级的彻底解放为宗旨的国际，一开始就把反对蒲鲁东派的斗争提到思想斗争的首位。
- 反对巴枯宁主义：斗争围绕着如何消灭私有制问题展开，涉及到无产阶级为了消灭资本主义剥削制度，要不要建立自己的独立政党、建立无产阶级的政治统治。

1871年，第一国际法国支部参加并领导巴黎公社运动。巴黎公社失败后，总委员会迁往纽约，领导层由北美联合会的领导人弗里德里希·左尔格等组成。马克思、恩格斯认为，在新的形势下，第一国际的组织形式已经过时，必须过渡到新的组织形式。1876年7月15日，在各国代表美国费城召开的会议上宣布解散第一国际，但美国的国际工人协会一直到1930年代分裂为美国劳工联合会和产业工会联合会后才正式宣布解散。

## 大会
| 大会             | 地点             | 日期               | 备注 |
| ---------------- | ---------------- | ------------------ | --- |
| 圣马丁堂公众大会 | 英国伦敦圣马丁堂 | 1864年9月28日      | 大会决议成立总委员会作为国际的执行机构，与会代表包括欧文派、蒲鲁东派、布朗基派、民族主义者、共和主义者和社会主义者。 |
| 伦敦代表会议     | 英国伦敦         | 1865年9月25日—29日 | 代表会议的工作包括9月28日纪念协会成立一周年的庆祝晚会，会上通过了告美利坚合众国人民书。                              |
| 第一次代表大会   | 瑞士日内瓦       | 1866年9月3日—8日   | 重要的决定包括确立八小时工作制为国际工人运动的目标。                                                                 |
| 第二次代表大会   | 瑞士洛桑         | 1867年9月2日—8日   | 确认了日内瓦代表大会关于经济斗争和罢工的决议，并通过了关于政治自由的决议，强调工人的社会解放与政治解放密不可分。     |
| 第三次代表大会   | 比利时布鲁塞尔   | 1868年9月6日—13日  | 大会批准了马克思关于和平和自由同盟的策略，反对国际加入同盟，但呼吁工人阶级同一切反军力量联合起来。                   |
| 第四次代表大会   | 瑞士巴塞尔       | 1869年9月6日—11日  | 大会围绕互助主义者（蒲鲁东派）和集体主义者（马克思派和巴枯宁派）的争执，前者最终被驱逐。                             |
| 伦敦代表会议     | 英国伦敦         | 1871年9月17日—22日 | 为总结巴黎公社革命经验而召开，大会集中回击巴枯宁派对总委员会的批评。                                                 |
| 第五次代表大会   | 荷蘭海牙         | 1872年9月2日—7日   | 大会以驱逐巴枯宁和其追随者而闻名，共产主义者和无政府主义者由此分道扬镳。                                             |
| 第六次代表大会   | 瑞士日内瓦       | 1873年9月8日—13日  | 由于总委员会迁至纽约，大会的权威性业已丧失，马克思和恩格斯失去对国际的领导权。                                       |
| 费城代表会议     | 美国费城         | 1876年7月15日      | 大会宣告国际解散。                                                                                                   |

## 领导层

### 主席
- 1864年—1867年，乔治·奥哲尔

### 总书记
- 1864年—1866年9月，兰德尔·克里默
- 1866年9月—11月，彼得·福克斯
- 1866年11月—1867年，兰德尔·克里默
- 1867年—1872年，约翰·埃卡留斯
- 1872年—1874年，弗里德里希·左尔格[3]